# مزرعه شهبازی
مزرعه شهبازی یک منطقهٔ مسکونی در ایران است که در دهستان خواجه‌ای واقع شده‌است. مزرعه شهبازی ۲۷ نفر جمعیت دارد.